# Istra (Moskovska oblast, Rusija)
Istra (ruski: И́стра) je grad u Moskovskoj oblasti, Rusija. Grad Istra se nalazi na rijeci Istra. Nalazi se na koordinatama 55°55' sjeverne zemljopisne širine i 36°52' istočne zemljopisne dužine.
Broj stanovnika: 31.100 (2001.)
Osnovan je u 1589. pod imenom Voskresensk (ruski: Воскресе́нск). Gradski status je stekao 1731., a 1930. godine je preimenovan u današnje ime, Istra.